# Angianthus
Angianthus, rod glavočika sa 19 vrsta endema iz Australije (uglavnom Zapadna Australija) i Tasmanije. 
Rod je opisan u Collectio Plantarum 2(2): 31, t. 48. 1808[1810].

## Opis
Jednogodišnje zeljasto bilje (samo jedan višegodišnji grm); stabljike polegle do uspravne, gole ili dlakave, jednostavne ili razgranate. Listovi obično naizmjenični, sjedeći, cjeloviti, ± dlakavi.

## Vrste
1. Angianthus acrohyalinus Morrison
2. Angianthus brachypappus F.Muell.
3. Angianthus conocephalus (J.M.Black) P.S.Short
4. Angianthus cornutus P.S.Short
5. Angianthus cunninghamii Benth.
6. Angianthus cyathifer P.S.Short
7. Angianthus drummondii Benth.
8. Angianthus glabratus P.S.Short
9. Angianthus globuliformis M.Lyons & Keighery
10. Angianthus halophilus Keighery
11. Angianthus microcephalus Benth.
12. Angianthus micropodioides (Benth.) Benth.
13. Angianthus milnei Benth.
14. Angianthus newbeyi P.S.Short
15. Angianthus phyllocalymmeus (F.Muell.) Druce
16. Angianthus preissianus (Steetz) Benth.
17. Angianthus prostratus P.S.Short
18. Angianthus pygmaeus Benth.
19. Angianthus uniflorus P.S.Short

## Sinonimi
- Eriocladium Lindl.; Sketch Veg. Swan R.: 24 (1839)
- Phyllocalymma Benth.; Endl. et al. , Enum. Pl. Hügel: 61 (1837)
- Pleuropappus F.Muell.; Trans. & Proc. Vict. Inst. Advancem. Sci. 1: 37 (1855)
- Skirrhophorus DC.; Prodr [A. DC.]. 6: 150 (1838)